# نون بونجومنونغ
نون بونجومنونغ (بالتايلندية: นน บุญจำนงค์) (مواليد 12 يونيو 1982) هو ملاكم تايلاندي، مثّل بلاده في الألعاب الأولمبية الصيفية 2008.

## روابط خارجية
نون بونجومنونغ على موقع بوكس ريك (الإنجليزية) (registration required)
- نون بونجومنونغ على موقع أوليمبيديا (الإنجليزية)